# Fritz Baselt
Pour les articles homonymes, voir Baselt.
Fritz Baselt, de son vrai nom Friedrich Gustav Otto, né le 26 mai 1863 à Œls en province de Silésie et mort le 11 novembre 1931 à Francfort-sur-le-Main, est un compositeur allemand.

## Biographie
Fritz Baselt étudie avec Emil Kohler à Breslau ainsi qu'avec Ludwig Bussler à Berlin. Il est successivement musicien, marchand de musique, compositeur, professeur et chef d'orchestre dans les villes de Breslau, Essen et Nuremberg. Après 1894, il s'installe à Francfort-sur-le-Main, où il dirige l'Association philharmonique des Sinti et Roms de Francfort-sur-le-Main (de) et l'Association des chanteurs de cette ville. En tant que compositeur, il écrit plusieurs opéras légers, deux ballets, des centaines de chœurs pour hommes, de nombreuses mélodies et pièces instrumentales.

## Œuvres

### Opéras
- Der Fürst von Sevilla (Nuremberg, 1888)
- Don Alvaro (Ansbach, 1892)
- Der Sohn des Peliden (Kassel,1893)
- Die Annaliese (Kassel, 1896)
- Die Musketiere im Damenstift (Kassel, 1896)
- Die Circusfee (Berlin, 1897)

### Ballets
- Die Altweibermühle (Francfort, 1906)
- Rokoko (Francfort, 1907)

### Musique de chambre
- Berceuse, op. 23 (1889)

### Mélodies
- Herrn Schmunzel's Brautwerbung (1909)